# 9541 Magri
9541 Magri eller 1983 CH är en asteroid i huvudbältet som upptäcktes den 11 februari 1983 av den amerikanske astronomen Edward L.G. Bowell vid Anderson Mesa Station. Den är uppkallad efter Christopher Magri.
Asteroiden har en diameter på ungefär 4 kilometer.